# Шез (Приморје)
Шез (фр. Chèze) насеље је и општина у северозападној Француској у региону Бретања, у департману Приморје која припада префектури Сен Бријек.
По подацима из 2011. године у општини је живело 569 становника, а густина насељености је износила 224,9 становника/km². Општина се простире на површини од 2,53 km². Налази се на средњој надморској висини од 70 метара (максималној 141 m, а минималној 67 m).

## Демографија
| 1962. | 1968. | 1975. | 1982. | 1990. | 1999. | 2011. |
| ----- | ----- | ----- | ----- | ----- | ----- | ----- |
| 566   | 587   | 606   | 571   | 597   | 569   | 569   |

График промене броја становника у току последњих година